# Pilar Rebaque i Mas
Pilar Rebaque i Mas és una advocada catalana. Va ser cofundadora de la Comissió de la Dignitat el 2002, i és portaveu de la campanya ciutadana que reivindica la conversió de la Prefectura Superior de Policia de Catalunya en un centre de justícia, reparació i garanties de no repetició, memòria democràtica i de defensa dels drets humans.

## Biografia
Filla de família obrera, el seu pare anarquista va passar vuit anys en diverses presons, camps de concentració i de treballs forçats durant l'època franquista.
Implicada en el moviment estudiantil i la lluita antifranquista, el desembre de 1970 quan Pilar Rebaque tenia divuit anys, va ser detinguda en una manifestació a Barcelona contra el Procés de Burgos a setze membres d'Euskadi Ta Askatasuna, alguns d'ells acusats de matar el policia Melitón Manzanas, un agent de la Guàrdia Civil i un taxista. Les mobilitzacions, al final, van aconseguir que les sis penes de mort del judici es commutessin per penes de presó. Rebaque va ser torturada i vexada a la comissaria de Via Laietana, on va ser-hi dos dies, abans de ser traslladada al jutjat de guàrdia. Després, va estar trenta-tres dies a la presó de dones de la Trinitat Vella (1963-1983) que depenia de les Cruzadas Evangélicas de Cristo Rey i, finalment, va ser indultada. A conseqüència d'aquest periple va contraure amenorrea.